# Saint-Maime-de-Péreyrol

Saint-Maime-de-Péreyrol este o comună în departamentul Dordogne din sud-vestul Franței. În 2009 avea o populație de 269 de locuitori.

## Evoluția populației
| An        | 1975 | 1982 | 1990 | 1999 | 2006 | 2009 |
| --------- | ---- | ---- | ---- | ---- | ---- | ---- |
| Populație | 266  | 276  | 264  | 265  | 257  | 269  |